# اچ‌نوام‌اس هایمدال (۱۸۹۲)
اچ‌نوام‌اس هایمدال (۱۸۹۲) (به انگلیسی: HNoMS Heimdal (1892)) یک کشتی است که طول آن ۵۵ متر (۱۸۰٫۴۵ فوت) می‌باشد. این کشتی در سال ۱۸۹۲ ساخته شد.